# Sinornithomimus
Sinornithomimus („čínský napodobitel ptáka“) byl rod menšího teropodního dinosaura z infrařádu Ornithomimosauria. Žil v období rané svrchní křídy, asi před 92 miliony let, na území dnešní Číny (autonomní oblast Vnitřní Mongolsko).

## Objev
Zkameněliny tohoto dvounohého běhavého dinosaura byly objeveny paleontologickou expedicí v roce 1997, typový druh S. dongi byl pak popsán roku 2003 paleontologem Y. Kobajašim a jeho kolegy. V roce 2001 bylo při další expedici objeveno celé stádo asi 14 mladých nedospělých jedinců, kteří zřejmě žili i zahynuli společně. Kostry byly velmi dobře zachovalé a Sinornithomimus se tak stal jedním z nejlépe prozkoumaných ornitomimidů. Blízkým příbuzným tohoto rodu je například taxon Dzharacursor bissektensis známý ze souvrství Bissekty na území Uzbekistánu.

## Popis
Na délku tento malý ornitomimosaur měřil asi 2,5 metru a vážil kolem 45 kilogramů. Zřejmě byl všežravý. Dokázal pravděpodobně rychle běhat (i když ne tak rychle, jako někteří jeho příbuzní (např. rody Ornithomimus a Struthiomimus), kteří mohli dosáhnout rychlosti v běhu až kolem 70 km/h) a zaživa mohl být opeřený.

### Česká literatura
- SOCHA, Vladimír (2021). Dinosauři – rekordy a zajímavosti. Nakladatelství Kazda, Brno. ISBN 978-80-7670-033-8 (str. 146)